# Channel 3
Channel 3, également abrégé CH3, est un groupe de punk rock américain, originaire de Cerritos, en Californie.

## Biographie
Channel 3 est formé en 1980 par Mike Magrann (chant, guitare), Kimm Gardner (guitare), Larry Kelly (basse) et Mike Burton (batterie), dans la communauté de Cerritos, au sud de Los Angeles, en Californie. Ils publient un premier EP au label Posh Boy Records, en 1981. Manzanar, une chanson issue de l'EP, est largement jouée au Royaume-Uni par le disc jockey John Peel. Le single parle de la mère de Magrann, qui a des origines japonaises, déportée dans un camp pendant la Seconde Guerre mondiale. En 1982, Jack DeBaun devient leur nouveau batteur, et Fear of Life est rebaptisé I’ve Got A Gun au Royaume-Uni. Leur nouvel album, After The Lights Go Out, ne parvient pas à rattraper l'intérêt du public pour le premier single. Jay Lansford, ancien membre des Simpletones et Stepmother, se joint au groupe en 1984. En 1985, ils publient une compilation pour le label Enigma Records (avec Dusty Watson à la batterie).
En 2002, Channel 3 publie l'album CH3 au label Doctor Strange,. Ils changent ensuite de formation avec l'arrivée d'Anthony Thompson à la basse et d'Alf « ..Fredo.. » Silva à la batterie. En 2008 sort un documentaire intitulé One More for all My True Friends retraçant l'histoire du groupe.
Au début de 2015 sort un album live du trio Channel 3, Capitle et Aggressive Response sur scène à Albany.

## Membres

### Membres actuels
- Mike Magrann
- Kimm Gardener
- Anthony Thompson
- Alf Silva

### Anciens membres
- Larry Kelly
- Mike Burton
- Jack DeBaun

## Discographie

### Albums studio
- 1983 : After the Lights Go Out
- 1985 : Last Time I Drank...
- 1989 : Rejected
- 2002 : CH3
- 2008 : One More for All My True Friends

### Singles et EP
- 1981 : CH 3
- 1982 : I've Got a Gun
- 1983 : I'll Take My Chances / How Come?
- 1984 : Airborne
- 1991 : Indian Summer / Separate Peace
- 2007 : One More For All My True Friends
- 2012 : Land of the Free
- 2014 : History

### Compilations
- 1982 : I've Got a Gun
- 1989 : The Skinhead Years
- 2009 : To Whom it May Concern: The 1981 Demos
- 2015 : A Home for the Homeless